# هاینکل هائی ۶۰
هاینکل هائی ۶۰ (به آلمانی: Heinkel He 60) یک هواگرد دوباله تک‌موتوره از گونه آب‌نشین شناسایی دریایی ساختِ شرکت هاینکل در دهه ۱۹۳۰ در آلمان بود.

## طراحی و استفاده
هاینکل هائی ۶۰ توسط راینهولت میوِس به عنوان یک هواگرد دوباله تک‌اتصالی با دو شناور فرود و ساختی ترکیبی برای برخاست از منجنیق کشتی‌های بزرگ جنگی طراحی شد. پیش‌نمونه هائی ۶۰آ (a) اوایل سال ۱۹۳۳ به پرواز درآمد. موتور این هواگرد ب‌ام‌و ۶ با توان ۶۶۰ اسب بخار (۴۹۲ کیلووات) بود که نیرو محرکه کافی تأمین نمی‌کرد؛ از این رو در هائی ۶۰ب (b) از موتور نسخه ۷۵۰ اسب بخاری (۵۵۹ کیلووات) همان موتور استفاده شد. این تغییر تنها مقدار اندکی عملکرد را بهبود داد. در هائی ۶۰سی (c)، پیش‌نمونه سوم، نخستین فروند مجهز به تجهیزات پرتاب از منجنیق بود. از این هواگرد برای کارآزمایی عرشه کشتی استفاده شد که نتایج مناسبی داشت. چهارده فروند از مدل پیش‌تولید هائی ۶۰آ-۰ (A-0) بدون تسلیحات به منظور آموزش تولید شد که تابستان سال ۱۹۳۳ در یگان‌های آموزشی کریگس‌مارینه وارد خدمت شدند. متعاقباً تعدادی هواگرد پیش‌تولید هائی ۶۰ب (B) پدید آمد. نخستین مدل تولیدی هائی ۶۰سی (C) بود که تفاوت‌های اندکی با موارد پیشین داشت. مدل هائی ۶۰ده (D) یک مسلسل شلیک‌کننده به جلو ام‌گه ۱۷ و تجهیزات بهتر بی‌سیم داشت. شش فروند از آن‌ها تحت عنوان هائی ۶۰ایی (E) راهی جنگ داخلی اسپانیا شد.
هائی ۶۰ در خدمت لوفت‌وافه هدایت‌پذیری خوبی بر سطح آب نشان داد و هنگام آغاز جنگ جهانی دوم در اختیار چند گروه هوایی ساحلی بود. به هر صورت بسیار آسیب‌پذیر تشخیص داده شد و اوایل سال ۱۹۴۰ از یگان‌های خط مقدم عقب کشیده شد. سال ۱۹۴۱ مجدداً این بار در غالب گروه شناسایی دریایی برای گشت ساحلی به خدمت بازگشت و در قالب یگان‌های مختلفی در دریای بالتیک و مدیترانه حضور یافت. هائی ۶۰ ماه اکتبر سال ۱۹۴۳ کاملاً بازنشسته شد.

## مشخصات فنی
هائی ۶۰ب (B):
مشخصات عمومی
- طول: ۱۲٫۵ متر
- طول بال: ۱۳٫۵ متر
- ارتفاع: ۵٫۳ متر
- مساحت بال: ۵۶٫۲ متر مربع
- وزن خالی: ۲٬۷۲۵ کیلوگرم
- حداکثر وزن هنگام برخاستن: ۳٬۴۲۵ کیلوگرم
- نیرومحرکه: ۱ × موتور وی‌شکل پیستونی ۱۲ سیلندر ب‌ام‌و ۶: ۶۶۰ اسب بخار (۴۹۲ کیلووات)

عملکرد
- حداکثر سرعت: ۲۴۰ کیلومتر بر ساعت در سطح دریا
- پایاسیر: ۲۱۵ کیلومتر بر ساعت
- برد: ۹۵۰ کیلومتر
- سقف پرواز: ۵٬۰۰۰ متر

تسلیحات
- ۱ × مسلسل ۷٫۹۲ میلی‌متر ام‌گه ۱۵ در پایه متحرک در پشت اتاقک